# Louis Pauliat
Louis Pauliat est un homme politique français né le 13 janvier 1847 à Nevers et décédé le 22 septembre 1915 à Paris 9e.

## Biographie
D'abord journaliste, il est élu sénateur du Cher en 1887 et le reste jusqu'à son décès en 1915. Il siège à l'extrême-gauche, et s'intéresse en particulier aux questions coloniales. À partir de 1890, il est rapporteur sur le budget de l'Algérie, puis prend ensuite le rapport sur le budget des colonies.
Il est également conseiller général du canton d'Argent-sur-Sauldre de 1901 à 1913.

## Sources
- « Louis Pauliat », dans Adolphe Robert et Gaston Cougny, Dictionnaire des parlementaires français, Edgar Bourloton, 1889-1891 [détail de l’édition]
- Jean Jolly (dir.), Dictionnaire des parlementaires français, Presses universitaires de France